# Boka (Sečanj)
Pour les articles homonymes, voir Boka.

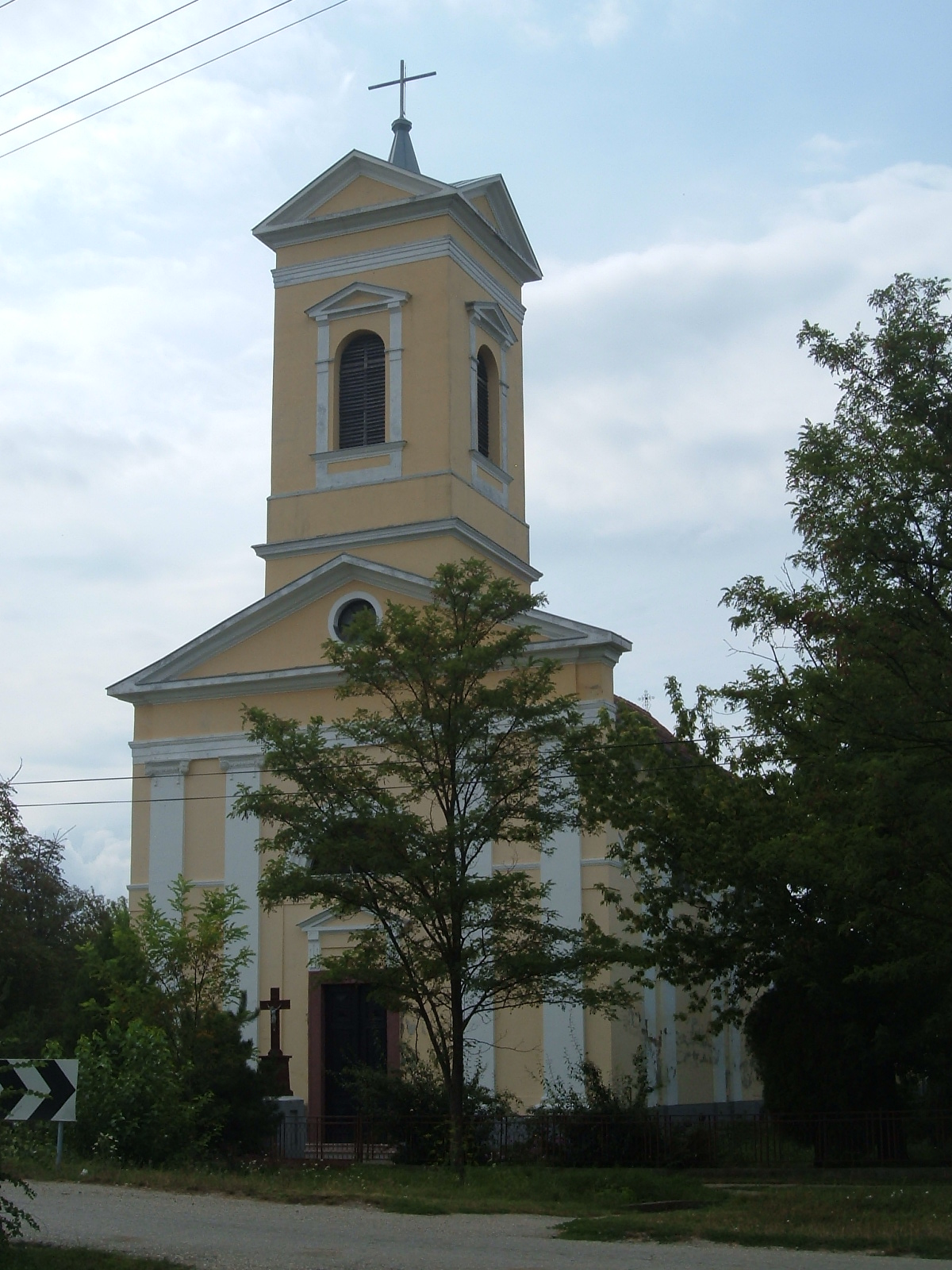
L'église catholique de l'Annonciation de Boka

Boka (en serbe cyrillique : Бока ; en hongrois : Bóka) est une localité de Serbie située dans la province autonome de Voïvodine. Elle fait partie de la municipalité de Sečanj dans le district du Banat central. Au recensement de 2011, elle comptait 1 410 habitants.
Boka est officiellement classée parmi les villages de Serbie. 

## Démographie

### Évolution historique de la population
| 1948  | 1953  | 1961  | 1971  | 1981  | 1991  | 2002  | 2011  |
| ----- | ----- | ----- | ----- | ----- | ----- | ----- | ----- |
| 2 912 | 2 819 | 3 260 | 2 673 | 2 246 | 1 992 | 1 734 | 1 410 |

|  |